# Borane (groupe)
Un borane est un composé chimique constitué uniquement des éléments bore et d'hydrogène, de formule générale BxHy. Ces composés ne se trouvent pas à l'état naturel car ils s'oxydent facilement au contact de l'air, certains d'une manière violente. Le composé le plus simple de formule BH3 est appelé borane ; il ne peut être isolé car il n'est pas stable ; il se dimérise pour former du diborane, B2H6. Les boranes plus gros sont tous des agrégats de bore liés par des liaisons chimiques B-B et/ou des liaisons à trois centres et deux électrons. La structure géométrique des polyèdres de bore dépend du nombre d'atomes de bore et du nombre d'électrons de l'agrégat. L'un d'eux, le dodécaborane[12] est un icosaèdre, ce qui est une structure moléculaire rarissime. Sa formule est B12H122−.
Le développement de la chimie des hydrures de bore a conduit à de nouveaux concepts théoriques sur la liaison chimique, en particulier sur la notion de liaison à trois centres et deux électrons. Les hydrures de bore ont été étudiés en tant que combustibles potentiels pour les fusées car leur énergie de combustion est particulièrement élevée. L'éventualité des boranes comme combustible n'a été à ce jour qu'expérimental.

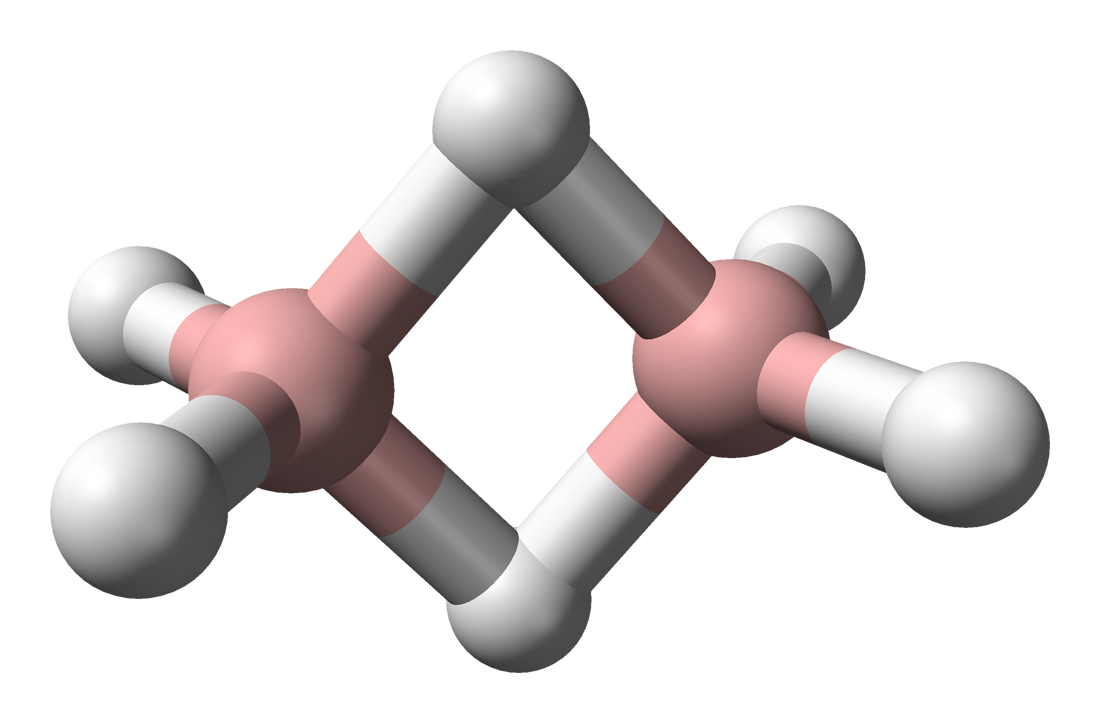
Structure géométrique du diborane ; noter que deux des atomes H sont chacun liés à deux atomes de bore. Cela ne s'explique que par la notion de liaison à trois centres et deux électrons.

Le champ d'application de la chimie des boranes s'est développé avec l'inclusion d'atomes autre que le bore dans l'agrégat. Par exemple, la présence de carbone donne les carboranes, d'azote donne les azaboranes, etc. Le bore des boranes étant électriquement déficient, de tels composés sont des acides de Lewis qui forment des adduits avec les amines ou les phosphines.

## Formes des boranes et de leurs anions

### Structures de base

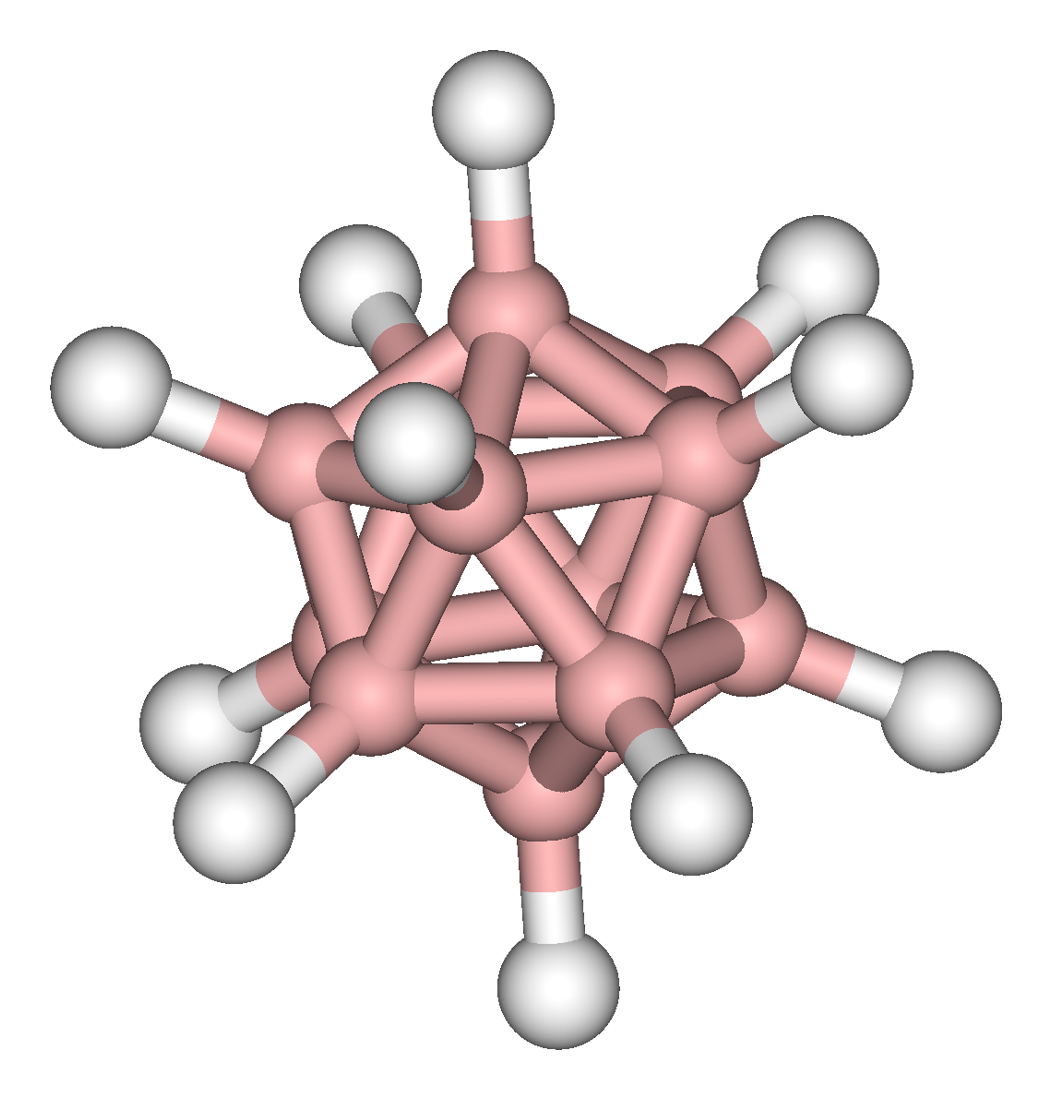
Structure closo du dodécaborane[12] ^{2−} ; il s'agit d'un icosaèdre.

Suivant le nombre d'électrons contenus dans l'agrégat, la forme du borane est plus ou moins ouverte. En écrivant la formule BnHnp−, les formes les plus compactes sont obtenues avec p = 2 (forme closo), et les formes sont de plus en plus ouvertes avec p = 4 (nido), p = 6 (arachno) et p = 8 (hypho).
| Type     | Formule | Exemple et note                                                |
| -------- | ------- | -------------------------------------------------------------- |
| closo−   | BnHn2−  | B12H122− de forme icosaédrique.                                |
| nido−    | BnHn4−  | B11H114− est un icosaèdre dont il manque un sommet             |
| arachno− | BnHn6−  | B10H106− est un icosaèdre dont il manque deux sommets contigus |
| hypho−   | BnHn8−  | B9H98− est un icosaèdre dont il manque trois sommets           |

Il existe également une série d'hypercloso-boranes neutres qui ont pour formule théorique BnHn; par exemple B12(OCH2Ph)12, qui est un dérivé d' hypercloso-B12H12.

### Cas des structures dérivées des anions

Structure géométrique nido du décaborane[14].

Ce qui compte pour la structure géométrique de l'agrégat est le nombre d'électrons. L'ajout de "H+" ne change pratiquement pas la structure. Ainsi, la molécule de décaborane[14] B10H14 a la même structure géométrique que l'anion B10H104−. C'est donc une structure nido (voir figure).
Les structures de carboranes, des azaboranes, etc. se déduit de même par la recherche de l'anion borane isoélectronique. Par exemple, l'atome C est isoélectronique de B−. Le carborane C2B10H12 est isoélectronique de B12H122−. Ce carborane[12], comme l'anion dodécaborane[12]

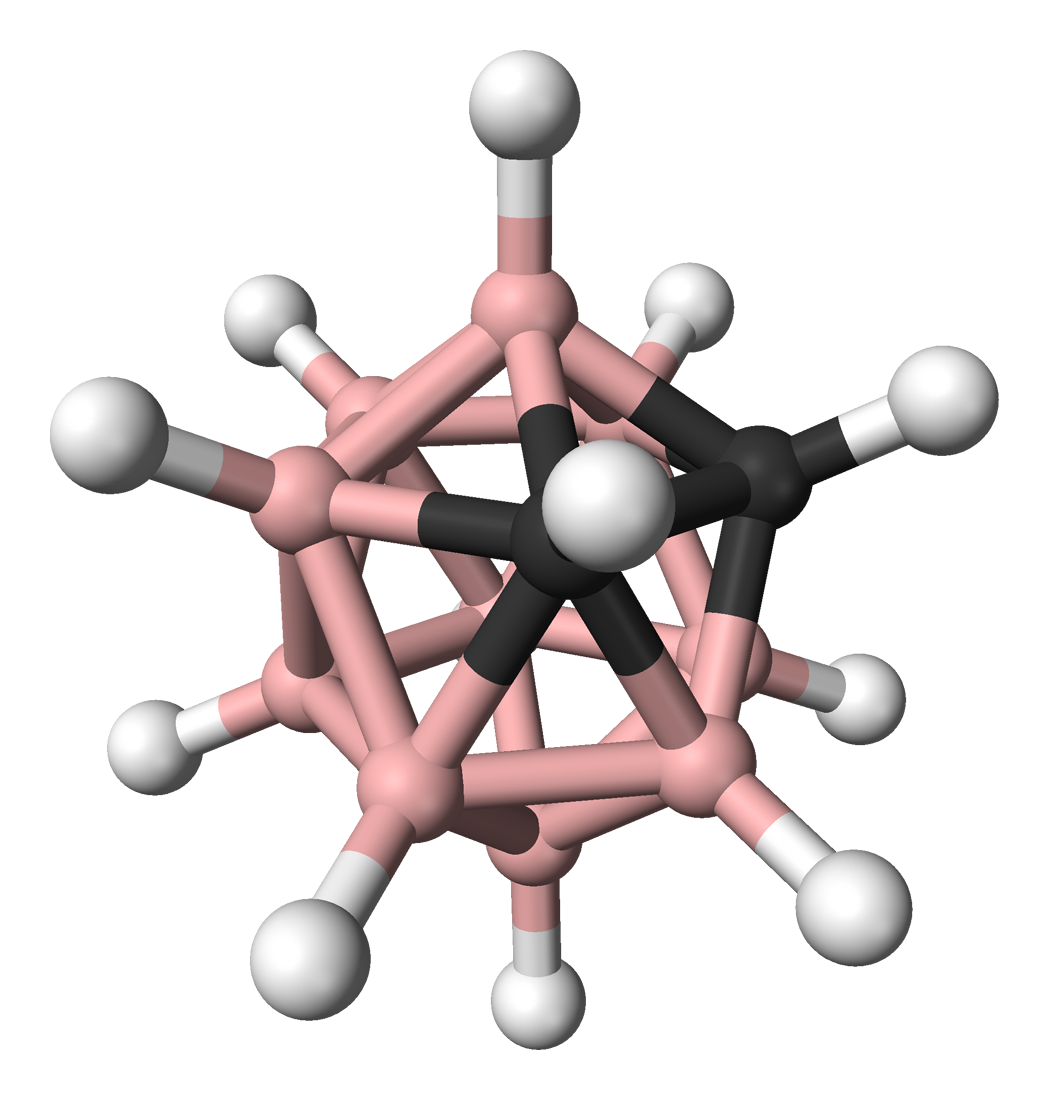
Représentation balle-et-bâton du carborane, C2B10H12
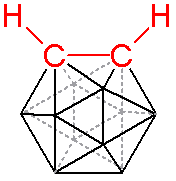
Représentation de la cage de bore et de carbone du carborane, C2B10H12

## Nomenclature
Le nommage des boranes neutres est illustré par les exemples suivants, où le préfixe grec indique le nombre d'atomes de bore et le nombre d'atomes d'hydrogène est entre parenthèses :
- B5H9 pentaborane(9) ;
- B6H12 hexaborane(12).

Le nommage des anions est illustré ci-dessous, où le nombre d'hydrogènes est d'abord précisé, puis le nombre de bores et enfin la charge totale entre parenthèses :
- B5H8− octahydropentaborate(1−).

Parfois les préfixes closo − nido − etc. (voir ci-dessus) peut être ajouté :
- B5H9, nido−pentaborane(9) ;
- B4H10, arachno−tétraborane(10) ;
- B6H62−, hexahydro−closo−hexaborate(2−).

Naturellement, de nombreux composés ont un nom commun abrégé.

## Types d'agrégats
On réalisa au début des années 1970 que les géométries des agrégats de bore sont liées et qu'elles se rapprochent du deltaèdre ou du deltaèdre avec un ou plusieurs sommets manquants. Les deltaèdres que l'on retrouve dans la chimie du borane sont (en utilisant les noms utilisés par la plupart des chimistes) :
| Deltaèdre                            | Sommets |
| ------------------------------------ | ------- |
| Bipyramide trigonale                 | 5       |
| Octaèdre                             | 6       |
| Bipyramide pentagonale               | 7       |
| Dodécaèdre (voir Disphénoïde adouci) | 8       |
| Prisme trigonal à 3 faces coiffées   | 9       |
| Antiprisme carré à 2 faces coiffées  | 10      |
| Octadécaèdre                         | 11      |
| Icosaèdre                            | 12      |

Une particularité de ces deltaèdres est que les atomes de bore aux sommets peuvent avoir différents nombres d'atomes de bore comme proches voisins. Par exemple, dans la bipyramide pentagonale, 2 bores ont 3 voisins, 3 bores ont 4 voisins alors que dans l'agrégat octaédral, tous les sommets sont les mêmes, chaque bore a 4 voisins. Ces différences entre les atomes de bore à différentes positions sont importantes dans la détermination de la structure car ils ont différents déplacements chimiques dans les spectres RMN.
- Diborane, B2H6
- Pentaborane-[9], B5H9
- Décaborane-[14], B10H14
- B12H122−

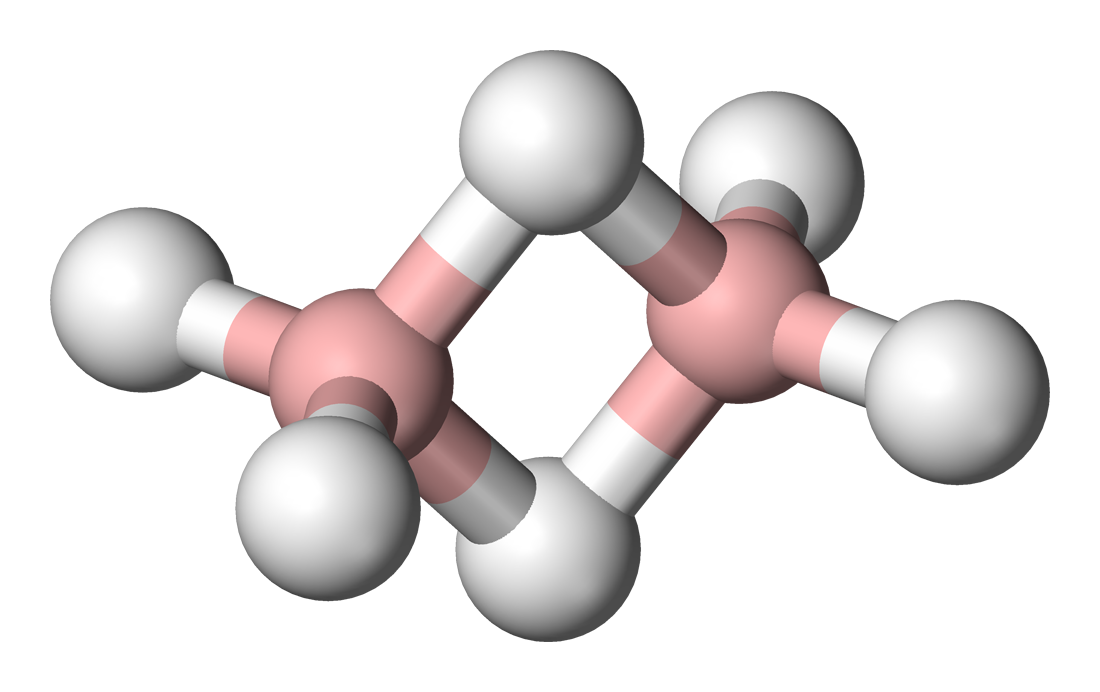
Diborane, B_{2}H_{6}
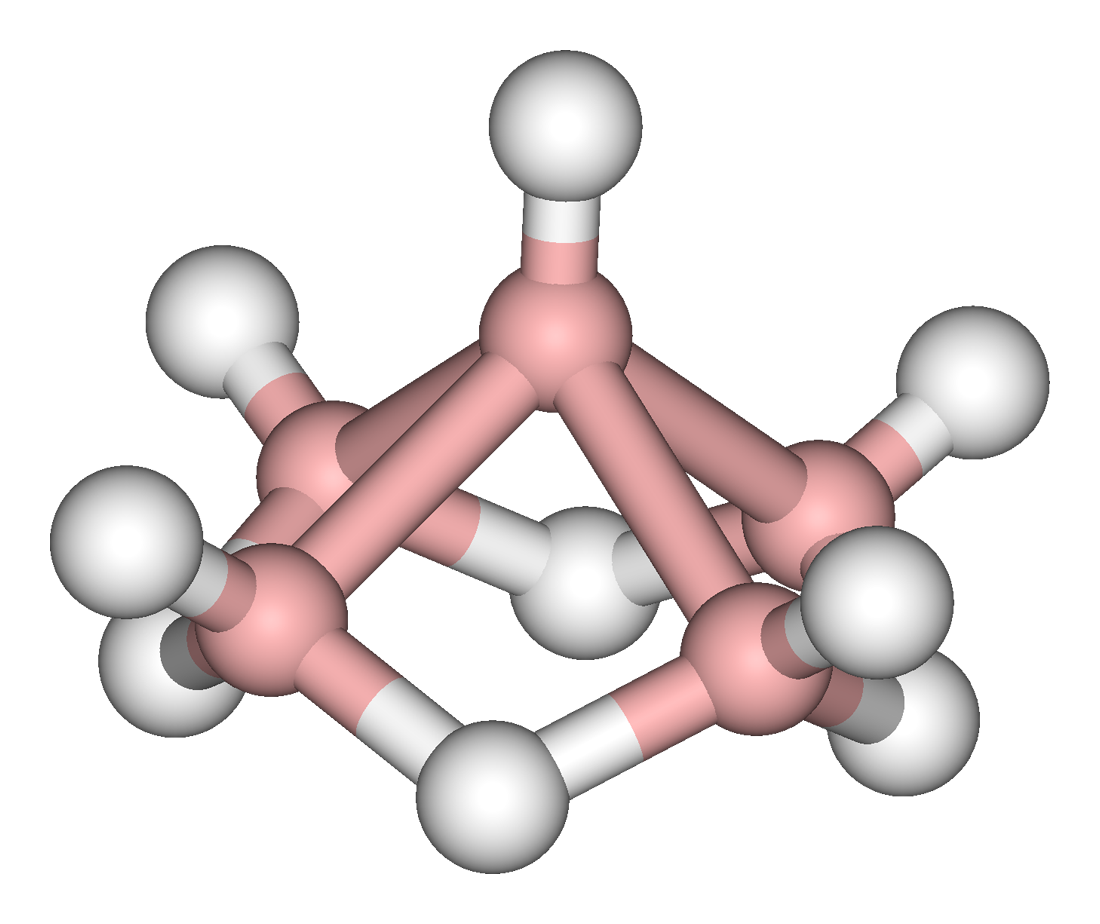
[[Pentaborane|Pentaborane-[9], B_{5}H_{9}]]
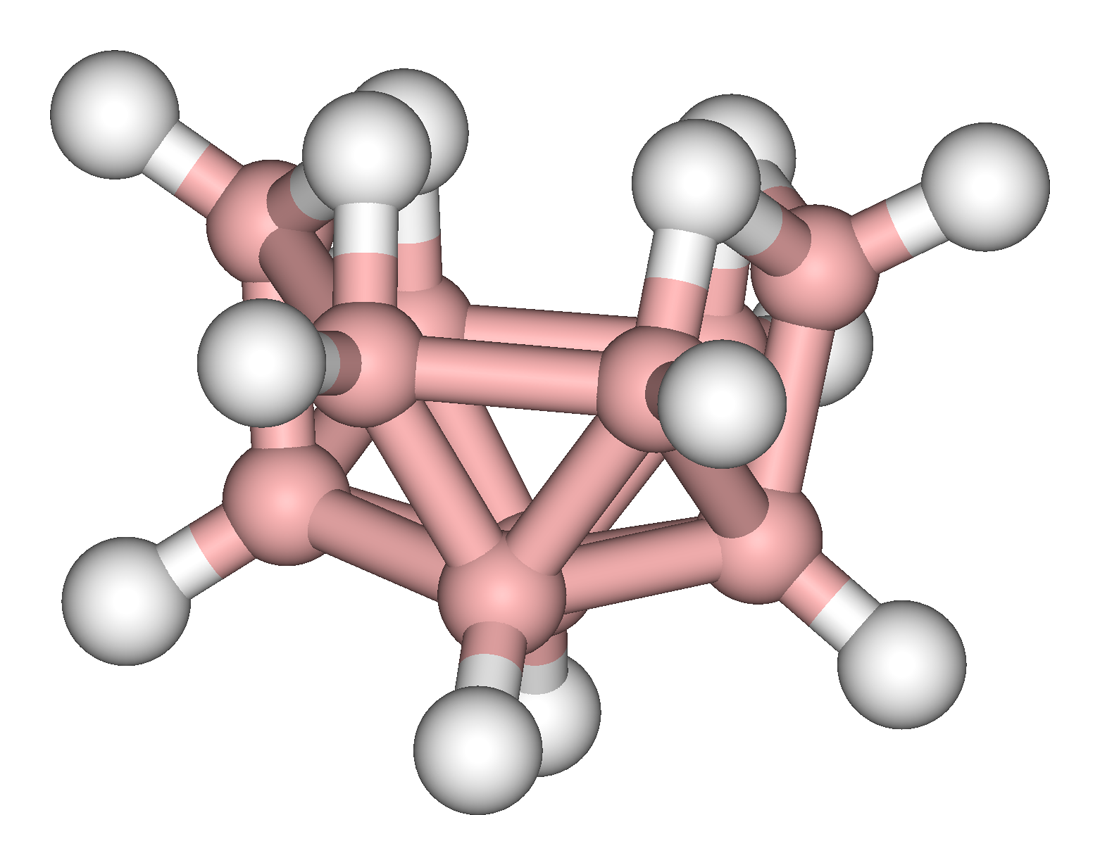
[[Décaborane|Décaborane-[14], B_{10}H_{14}]]
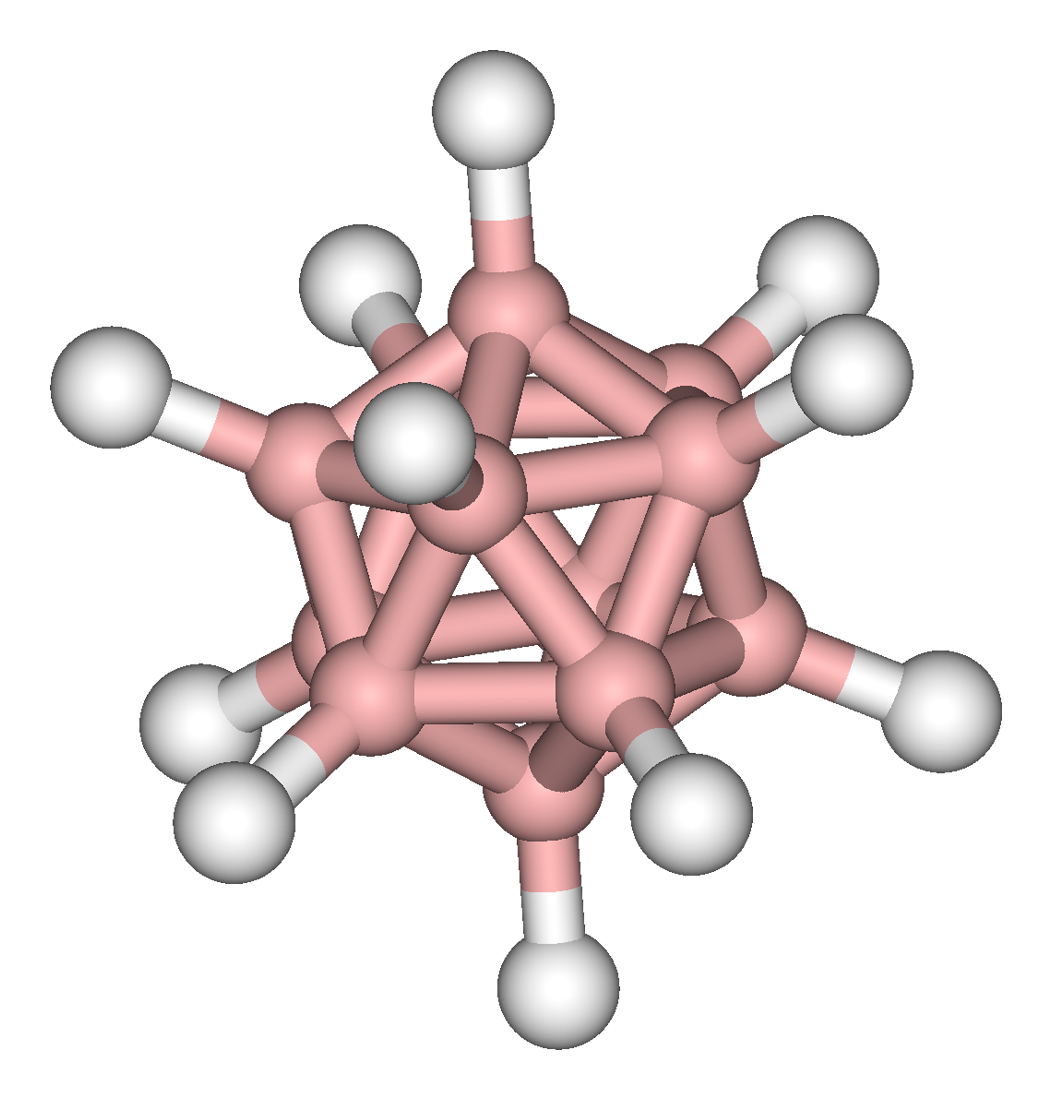
B_{12}H_{12}^{2−}

B6H10 est un exemple typique. Sa géométrie est essentiellement une structure de 7 bores (bipyramide pentagonale), où il manque un sommet qui avait le plus grand nombre de proches voisins, par exemple un sommet avec 5 voisins. Les atomes d'hydrogène forment un pont hydrogène sur la face ouverte. Une exception notable à ce modèle général est B8H12 : l'octaborane(12) devrait avoir une géométrie de type nido- (basée sur B9H92− auquel il manque un sommet), mais elle est similaire à la géométrie de B8H14, qui est basée sur B10H102−. 

Les noms pour les séries de boranes sont dérivés de ce modèle général pour les géométries d'agrégats :
- hypercloso- (du grec pour « sur la cage ») un agrégat complet fermé, ex. B8Cl8 est un dodécaèdre légèrement déformé ;
- closo- (du grec pour « cage ») un agrégat complet fermé, ex. l'icosaèdral B12H122− ;
- nido- (du latin pour « nid ») B occupe n sommets d'un n+1 deltaèdre, ex. B5H9 un octaèdre qui a perdu un sommet ;
- arachno- (du grec pour « toile d'araignée ») B occupe n sommets d'un n+2 deltaèdre ex, B4H10 un octaèdre qui a perdu 2 sommets ;
- hypho- (du grec pour « filet ») B occupe n sommets d'un n+3 deltaèdre peut-être B8H16 a cette structure, un octaèdre qui a perdu 3 sommets ;
- conjuncto- 2 ou plus exemples ci-dessus ont fusionné.

## Liaisons des boranes
Les boranes ont une carence en électrons et posent un problème pour la définition conventionnelle de la liaison covalente qui implique un partage d'une paire d'électrons. BH3 est une molécule triangulaire plane (symétrie moléculaire D3h). Le diborane a une structure fondée sur des ponts hydrogène (voir l'article Diborane). La description des liaisons dans les plus gros boranes énoncée par William Lipscomb implique :
- des liaisons à trois centres et deux électrons (ponts hydrogène) ;
- des liaisons à trois centres et deux électrons B-B-B ;
- des liaisons à deux centres et deux électrons (dans B-B, B-H et BH2).

Le nombre de Styx a été introduit pour aider au comptage d'électrons où s = nombre de liaisons à 3 centres B-H-B ; t= nombre de liaisons à 3 centres B-B-B ; y = nombre de liaisons à 2 centres B-B et x = nombre de groupes BH2.
La méthodologie de Lipscomb a largement été remplacée par une approche d'orbitale moléculaire. Ces résultats ont été résumés dans une règle simple et puissante, PSEPT (Polyhedral skeletal electron pair theory), aussi connue sous le nom de règle de Wade. Cela peut être utilisé pour prédire le type d'agrégat, closo-, nido-, etc. La puissance de cette règle est sa facilité et son application à beaucoup de types d'agrégats autres que les boranes. Les chimistes théoriques continuent leurs efforts pour développer le traitement des liaisons des boranes -, un exemple est le modèle de Stone des harmoniques de tenseurs de surface. Un développement récent est la liaison à 4 centres et 2 électrons.

## Chimie des boranes

### Propriétés et stabilité
Les boranes sont tous incolores et diamagnétiques. Ce sont des réactifs et certains sont pyrophoriques. La majorité sont très toxiques et nécessitent des précautions particulières.
closo−
Il n'y a pas de borane closo neutre connu. Les sels d'anions closo, BnHn2− sont stables dans une solution aqueuse neutre, et leur stabilité augmente avec la taille. Le K2B12H12 est stable jusqu'à 700 °C.
nido−
le pentaborane(9) et le décaborane(14) sont les plus stables nido−boranes, contrairement au nido−B8H12 qui se décompose au-dessus de −35 °C.
arachno−
Généralement, ils sont plus réactifs que les nido−boranes, et encore les boranes plus gros tendent à être plus stables.

### Synthèse et réactivité
Borane BH3

C'est un important intermédiaire dans la pyrolyse du diborane pour produire des boranes plus grands.
Diborane B2H6 et boranes plus grands

Le diborane est produit industriellement par la réduction de trifluorure de bore et est le point de départ pour produire les boranes plus grands. Il a été longuement étudié.
Réactivité

Les réactions typiques des boranes sont :
- la substitution électrophilique ;
- la substitution nucléophilique par des bases de Lewis ;
- la déprotonation par des bases fortes ;
- des réactions de constructions d'agrégat avec des borohydrides ;
- une réaction d'un nido−borane avec un alcyne pour donner un agrégat carborane.

Les boranes peuvent être ligands dans des complexes. Les hapticités η1 à η6 ont été trouvées, avec la donation d'un électron impliquant des ponts hydrogène ou la donation à partir des liaisons B-B. Par exemple, nido−B6H10 peut remplacer l'éthylène dans le sel de Zeise pour produire du (η2-B6H10)Fe(CO)4.
Les boranes peuvent réagir pour former des hétéro-boranes, par exemple des carboranes ou des métalloboranes.

### Réactivité
La propriété d'acide de Lewis des boranes, due à la déficience du bore, donne des complexes avec les bases de Lewis. Dans le complexe formé, le bore qui est lié à 4 atomes (3 H et N) est chargé une fois (-), et l'azote également lié à 4 atomes (3 C et B) est chargé une fois (+). Le complexe est globalement neutre.

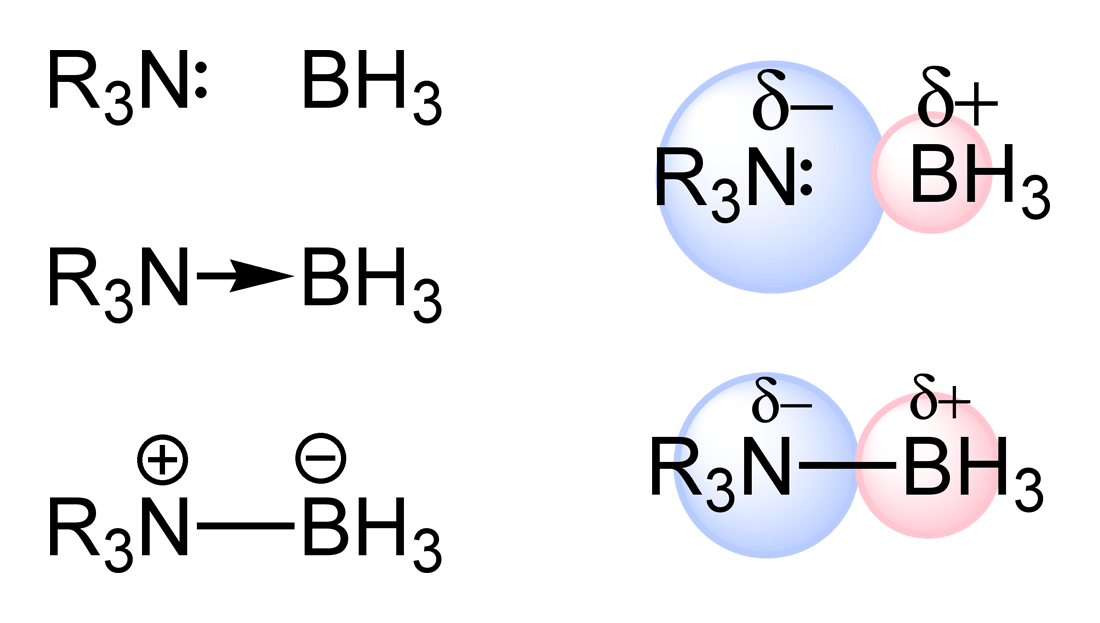
Formation du complexe entre BH3 et une amine.
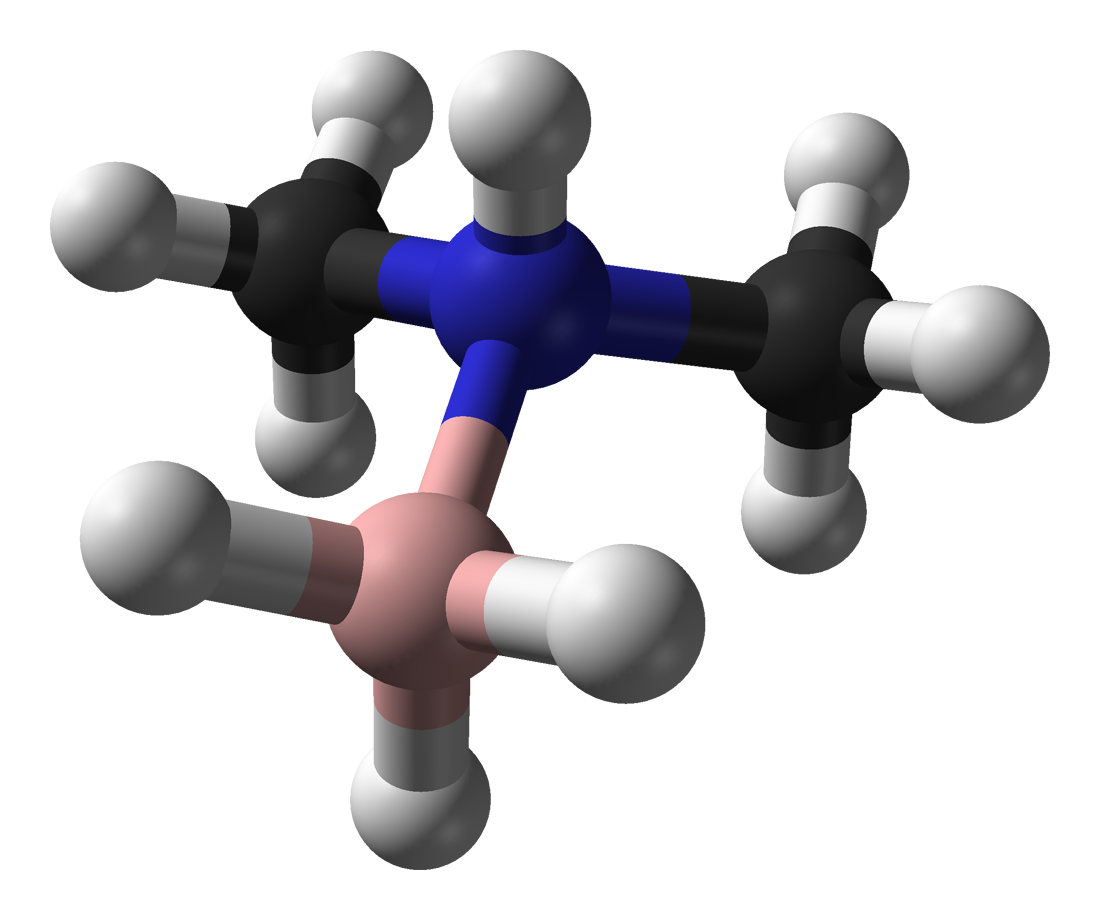
Complexe entre BH3 et la diméthylamine, avec la liaison B-N.

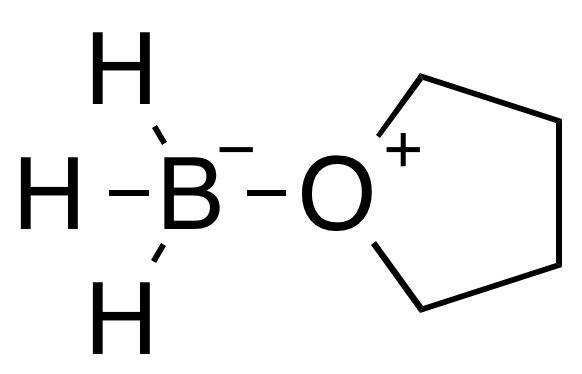
Liaison entre BH_{3} et le tétrahydrofurane (qui est souvent le solvant).

De nombreux autres atomes porteurs d'un doublet d'électrons non-appariés (notamment O, S ou P) peuvent se lier à un atome de bore d'un borane. La présence du borane dans le solvant tétrahydrofurane donne le complexe BH3 - THF qui stabilise le borane et l'empêche de se dimériser.

## Histoire
Le développement de la chimie des boranes a posé deux défis aux chimistes. Premièrement, les nouvelles techniques de laboratoire devaient être développées pour gérer ces composés très réactifs ; deuxièmement, les structures de ces composants défiaient les théories admises des liaisons chimiques.
Le chimiste allemand Alfred Stock caractérisa en premier la série des composés bore-hydrogène. Son équipe développa l'appareillage pour les hauts vides et les techniques pour gérer ces composants. Cependant, l'exposition au mercure (utilisé notamment dans les pompes à diffusion de mercure) fit que Stock développa un empoisonnement au mercure. Empoisonnement sur lequel il a écrit les premiers articles scientifiques.
Lipscomb et ses assistants travaillèrent sur les liaisons des agrégats. Lipscomb reçut le prix Nobel de chimie en 1976 pour ce travail.
L'intérêt pour les boranes augmenta durant la Seconde Guerre mondiale en raison du potentiel du borohydrure d'uranium pour l'enrichissement des isotopes d'uranium. Aux États-Unis, une équipe menée par Schlesinger développa la chimie primaire des hydrures de bore et des hydrures d'aluminium connexes. Bien que le borohydrure d'uranium n'était pas utilisé pour la séparation isotopique, le travail de Schlesinger a jeté les bases pour une foule de réactifs à l'hydrure de bore pour la synthèse organique, dont la plupart ont été développés par son étudiant Herbert C. Brown. Les réactifs à base de borane sont maintenant largement utilisés en synthèse organique. Par exemple, le tétrahydruroborate de sodium est le réactif standard pour convertir les aldéhydes et les cétones en alcools. Brown a reçu le prix Nobel de chimie en 1979 pour ce travail. Dans les années 1950 et le début des années 1960, les États-Unis et l'URSS firent des recherches sur les hydrures de bore comme carburant à haute énergie (les éthylboranes, par exemple) pour les avions à grande vitesse comme le North American XB-70 Valkyrie. Le développement de missiles surface-air de pointe a sonné le glas des avions rapides, et les programmes de carburant ont été abandonnés, bien que le triéthylborane (TEB) a ensuite été utilisé pour allumer les moteurs du Lockheed SR-71 Blackbird.